# Saison NBA 1996-1997
Navigation
Saison 1995-1996 Saison 1997-1998
La saison NBA 1996-1997 est la 48e saison de la National Basketball Association (la 51e en comptant les 3 saisons BAA). Les Bulls de Chicago remportent le titre NBA en battant en Finale le Jazz de l'Utah par 4 victoires à 2.

## Faits notables
- Le All-Star Game 1997 s'est déroulé à la Gund Arena à Cleveland où les All-Stars de l'Est ont battu les All-Stars de l'Ouest 132-120. Glen Rice (Charlotte Hornets) a été élu Most Valuable Player, bien que Michael Jordan ait réussi le premier triple-double dans l'histoire du All-Star Game (LeBron James réalisant le deuxième triple-double de l'histoire lors du All-Star Game 2011 avec 29 points, 12 rebonds et 10 passes décisives ; Dwyane Wade le troisième lors du All-Star Game 2012).
- Les Chicago Bulls manquent de réussir une seconde saison à plus de 70 victoires, terminant avec un bilan de 69 victoires pour 13 défaites, soit le deuxième meilleur bilan de l'histoire, derrière les 72 victoires qu'ils avaient acquises la saison précédente.
- Les Philadelphia 76ers jouent leur premier match au Core States Center (rebaptisé First Union Center, devenu aujourd'hui Wachovia Center).
- Le Jazz de l'Utah joue sa première Finales NBA.
- Après sept saisons infructueuses, les Minnesota Timberwolves atteignent enfin les playoffs, devenant la dernière des quatre franchises créées (Miami, Orlando et Charlotte) en 1988-1989 à participer aux playoffs.
- Dennis Rodman remporte son 6e titre consécutif de meilleur rebondeur NBA, ce qui constitue un record.
- 9e titre de meilleur marqueur NBA pour Michael Jordan qui améliore son record.

## Classements de la saison régulière
| Champion de division | Qualifié pour les playoffs | Non qualifié pour les playoffs |

### Par division
| Division Atlantique   | V  | D  | PCT  | GB |
| --------------------- | -- | -- | ---- | -- |
| Heat de Miami         | 61 | 21 | 74.4 | -  |
| Knicks de New York    | 57 | 25 | 69.5 | 4  |
| Magic d'Orlando       | 45 | 37 | 54.9 | 16 |
| Bullets de Washington | 44 | 38 | 53.7 | 17 |
| Nets du New Jersey    | 26 | 56 | 31.7 | 35 |
| 76ers de Philadelphie | 22 | 60 | 26.8 | 39 |
| Celtics de Boston     | 15 | 67 | 18.3 | 46 |

| Division Centrale      | V  | D  | PCT  | GB |
| ---------------------- | -- | -- | ---- | -- |
| Bulls de Chicago C     | 69 | 13 | 84.1 | -  |
| Hawks d'Atlanta        | 56 | 26 | 68.3 | 13 |
| Pistons de Détroit     | 54 | 28 | 65.9 | 15 |
| Hornets de Charlotte   | 54 | 28 | 65.9 | 15 |
| Cavaliers de Cleveland | 42 | 40 | 51.2 | 27 |
| Pacers de l'Indiana    | 39 | 43 | 47.6 | 30 |
| Bucks de Milwaukee     | 33 | 49 | 40.2 | 36 |
| Raptors de Toronto     | 30 | 52 | 36.6 | 39 |

| Division Midwest          | V  | D  | PCT  | GB |
| ------------------------- | -- | -- | ---- | -- |
| Jazz de l'Utah            | 64 | 18 | 78.0 | -  |
| Rockets de Houston        | 57 | 25 | 69.5 | 7  |
| Timberwolves du Minnesota | 40 | 42 | 48.8 | 24 |
| Mavericks de Dallas       | 24 | 58 | 29.3 | 40 |
| Nuggets de Denver         | 21 | 61 | 25.6 | 43 |
| Spurs de San Antonio      | 20 | 62 | 24.4 | 44 |
| Grizzlies de Vancouver    | 14 | 68 | 17.1 | 50 |

| Division Pacifique        | V  | D  | PCT  | GB |
| ------------------------- | -- | -- | ---- | -- |
| SuperSonics de Seattle    | 57 | 25 | 69.5 | -  |
| Lakers de Los Angeles     | 56 | 26 | 68.3 | 1  |
| Trail Blazers de Portland | 49 | 33 | 59.8 | 8  |
| Suns de Phoenix           | 40 | 42 | 48.8 | 17 |
| Clippers de Los Angeles   | 36 | 46 | 43.9 | 21 |
| Kings de Sacramento       | 34 | 48 | 41.5 | 23 |
| Warriors de Golden State  | 30 | 52 | 36.6 | 27 |

### Par conférence
| Conférence Est | Conférence Est         | Conférence Est | Conférence Est | Conférence Est |
| No             | Franchise              | Vic.           | Déf.           | PCT            |
| -------------- | ---------------------- | -------------- | -------------- | -------------- |
| 1              | Bulls de Chicago C     | 69             | 13             | 84.1           |
| 2              | Heat de Miami          | 61             | 21             | 74.4           |
| 3              | Knicks de New York     | 57             | 25             | 69.5           |
| 4              | Hawks d'Atlanta        | 56             | 26             | 68.3           |
| 5              | Pistons de Détroit     | 54             | 28             | 65.9           |
| 6              | Hornets de Charlotte   | 54             | 28             | 65.9           |
| 7              | Magic d'Orlando        | 45             | 37             | 54.9           |
| 8              | Bullets de Washington  | 44             | 38             | 53.7           |
|                |                        |                |                |                |
| 9              | Cavaliers de Cleveland | 42             | 40             | 51.2           |
| 10             | Pacers de l'Indiana    | 39             | 43             | 47.6           |
| 11             | Bucks de Milwaukee     | 33             | 49             | 40.2           |
| 12             | Raptors de Toronto     | 30             | 52             | 36.6           |
| 13             | Nets du New Jersey     | 26             | 56             | 31.7           |
| 14             | 76ers de Philadelphie  | 22             | 60             | 26.8           |
| 15             | Celtics de Boston      | 15             | 67             | 18.3           |

| Conférence Ouest | Conférence Ouest          | Conférence Ouest | Conférence Ouest | Conférence Ouest |
| No               | Franchise                 | Vic.             | Déf.             | PCT              |
| ---------------- | ------------------------- | ---------------- | ---------------- | ---------------- |
| 1                | Jazz de l'Utah            | 64               | 18               | 78.0             |
| 2                | SuperSonics de Seattle    | 57               | 25               | 69.5             |
| 3                | Rockets de Houston        | 57               | 25               | 69.5             |
| 4                | Lakers de Los Angeles     | 56               | 26               | 68.3             |
| 5                | Trail Blazers de Portland | 49               | 33               | 59.8             |
| 6                | Timberwolves du Minnesota | 40               | 42               | 48.8             |
| 7                | Suns de Phoenix           | 40               | 42               | 48.8             |
| 8                | Clippers de Los Angeles   | 36               | 46               | 43.9             |
|                  |                           |                  |                  |                  |
| 9                | Kings de Sacramento       | 34               | 48               | 41.5             |
| 10               | Warriors de Golden State  | 30               | 52               | 36.6             |
| 11               | Mavericks de Dallas       | 24               | 58               | 29.3             |
| 12               | Nuggets de Denver         | 21               | 61               | 25.6             |
| 13               | Spurs de San Antonio      | 20               | 62               | 24.4             |
| 14               | Grizzlies de Vancouver    | 14               | 68               | 17.1             |

C - Champions NBA

## Playoffs
|  | 1er tour         | 1er tour                  | 1er tour               |   |                        | Demi-finales de Conférence | Demi-finales de Conférence | Demi-finales de Conférence |  |   | Finales de Conférence | Finales de Conférence | Finales de Conférence |  |    | Finales NBA      | Finales NBA | Finales NBA |
|  |                  |                           |                        |   |                        |                            |                            |                            |  |   |                       |                       |                       |  |    |                  |             |             |
|  | 1                | Bulls de Chicago          | 3                      |   |                        |                            |                            |                            |  |   |                       |                       |                       |  |    |                  |             |             |
|  | 8                | Washington Bullets        | 0                      |   |                        |                            |                            |                            |  |   |                       |                       |                       |  |    |                  |             |             |
|  | 8                | Washington Bullets        | 0                      |   | 1                      | Bulls de Chicago           | 4                          |                            |  |   |                       |                       |                       |  |    |                  |             |             |
|  |                  |                           |                        |   | 1                      | Bulls de Chicago           | 4                          |                            |  |   |                       |                       |                       |  |    |                  |             |             |
|  |                  | 4                         | Hawks d'Atlanta        | 1 |                        |                            |                            |                            |  |   |                       |                       |                       |  |    |                  |             |             |
|  | 4                | 4                         | Hawks d'Atlanta        | 1 | Hawks d'Atlanta        | 3                          |                            |                            |  |   |                       |                       |                       |  |    |                  |             |             |
|  | 4                |                           |                        |   | Hawks d'Atlanta        | 3                          |                            |                            |  |   |                       |                       |                       |  |    |                  |             |             |
|  | 5                | Pistons de Détroit        | 2                      |   |                        |                            |                            |                            |  |   |                       |                       |                       |  |    |                  |             |             |
|  | 5                | Pistons de Détroit        | 2                      |   |                        |                            |                            |                            |  | 1 | Bulls de Chicago      | 4                     |                       |  |    |                  |             |             |
|  | Conférence Est   |                           |                        |   |                        |                            |                            |                            |  | 1 | Bulls de Chicago      | 4                     |                       |  |    |                  |             |             |
|  |                  | 2                         | Heat de Miami          | 1 |                        |                            |                            |                            |  |   |                       |                       |                       |  |    |                  |             |             |
|  | 3                | 2                         | Heat de Miami          | 1 | Knicks de New York     | 3                          |                            |                            |  |   |                       |                       |                       |  |    |                  |             |             |
|  | 3                |                           |                        |   | Knicks de New York     | 3                          |                            |                            |  |   |                       |                       |                       |  |    |                  |             |             |
|  | 6                | Charlotte Hornets         | 0                      |   |                        |                            |                            |                            |  |   |                       |                       |                       |  |    |                  |             |             |
|  | 6                | Charlotte Hornets         | 0                      |   | 3                      | Knicks de New York         | 3                          |                            |  |   |                       |                       |                       |  |    |                  |             |             |
|  |                  |                           |                        |   | 3                      | Knicks de New York         | 3                          |                            |  |   |                       |                       |                       |  |    |                  |             |             |
|  |                  | 2                         | Heat de Miami          | 4 |                        |                            |                            |                            |  |   |                       |                       |                       |  |    |                  |             |             |
|  | 2                | 2                         | Heat de Miami          | 4 | Heat de Miami          | 3                          |                            |                            |  |   |                       |                       |                       |  |    |                  |             |             |
|  | 2                |                           |                        |   | Heat de Miami          | 3                          |                            |                            |  |   |                       |                       |                       |  |    |                  |             |             |
|  | 7                | Magic d'Orlando           | 2                      |   |                        |                            |                            |                            |  |   |                       |                       |                       |  |    |                  |             |             |
|  | 7                | Magic d'Orlando           | 2                      |   |                        |                            |                            |                            |  |   |                       |                       |                       |  | E1 | Bulls de Chicago | 4           |             |
|  |                  |                           |                        |   |                        |                            |                            |                            |  |   |                       |                       |                       |  | E1 | Bulls de Chicago | 4           |             |
|  |                  | O1                        | Jazz de l'Utah         | 2 |                        |                            |                            |                            |  |   |                       |                       |                       |  |    |                  |             |             |
|  | 1                | O1                        | Jazz de l'Utah         | 2 | Jazz de l'Utah         | 3                          |                            |                            |  |   |                       |                       |                       |  |    |                  |             |             |
|  | 1                |                           |                        |   | Jazz de l'Utah         | 3                          |                            |                            |  |   |                       |                       |                       |  |    |                  |             |             |
|  | 8                | Clippers de Los Angeles   | 0                      |   |                        |                            |                            |                            |  |   |                       |                       |                       |  |    |                  |             |             |
|  | 8                | Clippers de Los Angeles   | 0                      |   | 1                      | Jazz de l'Utah             | 4                          |                            |  |   |                       |                       |                       |  |    |                  |             |             |
|  |                  |                           |                        |   | 1                      | Jazz de l'Utah             | 4                          |                            |  |   |                       |                       |                       |  |    |                  |             |             |
|  |                  | 4                         | Lakers de Los Angeles  | 1 |                        |                            |                            |                            |  |   |                       |                       |                       |  |    |                  |             |             |
|  | 4                | 4                         | Lakers de Los Angeles  | 1 | Lakers de Los Angeles  | 3                          |                            |                            |  |   |                       |                       |                       |  |    |                  |             |             |
|  | 4                |                           |                        |   | Lakers de Los Angeles  | 3                          |                            |                            |  |   |                       |                       |                       |  |    |                  |             |             |
|  | 5                | Trail Blazers de Portland | 1                      |   |                        |                            |                            |                            |  |   |                       |                       |                       |  |    |                  |             |             |
|  | 5                | Trail Blazers de Portland | 1                      |   |                        |                            |                            |                            |  | 1 | Jazz de l'Utah        | 4                     |                       |  |    |                  |             |             |
|  | Conférence Ouest |                           |                        |   |                        |                            |                            |                            |  | 1 | Jazz de l'Utah        | 4                     |                       |  |    |                  |             |             |
|  |                  | 3                         | Rockets de Houston     | 2 |                        |                            |                            |                            |  |   |                       |                       |                       |  |    |                  |             |             |
|  | 3                | 3                         | Rockets de Houston     | 2 | Rockets de Houston     | 3                          |                            |                            |  |   |                       |                       |                       |  |    |                  |             |             |
|  | 3                |                           |                        |   | Rockets de Houston     | 3                          |                            |                            |  |   |                       |                       |                       |  |    |                  |             |             |
|  | 6                | Timberwolves du Minnesota | 0                      |   |                        |                            |                            |                            |  |   |                       |                       |                       |  |    |                  |             |             |
|  | 6                | Timberwolves du Minnesota | 0                      |   | 3                      | Rockets de Houston         | 4                          |                            |  |   |                       |                       |                       |  |    |                  |             |             |
|  |                  |                           |                        |   | 3                      | Rockets de Houston         | 4                          |                            |  |   |                       |                       |                       |  |    |                  |             |             |
|  |                  | 2                         | SuperSonics de Seattle | 3 |                        |                            |                            |                            |  |   |                       |                       |                       |  |    |                  |             |             |
|  | 2                | 2                         | SuperSonics de Seattle | 3 | SuperSonics de Seattle | 3                          |                            |                            |  |   |                       |                       |                       |  |    |                  |             |             |
|  | 2                |                           |                        |   | SuperSonics de Seattle | 3                          |                            |                            |  |   |                       |                       |                       |  |    |                  |             |             |
|  | 7                | Suns de Phoenix           | 2                      |   |                        |                            |                            |                            |  |   |                       |                       |                       |  |    |                  |             |             |

## Leaders de la saison régulière
| Catégorie                      | Joueur           | Équipe                   | Statistiques |
| ------------------------------ | ---------------- | ------------------------ | ------------ |
| Points par match               | Michael Jordan   | Bulls de Chicago         | 29.6         |
| Rebonds par match              | Dennis Rodman    | Bulls de Chicago         | 16.1         |
| Assists par match              | Mark Jackson     | Pacers de l'Indiana      | 11.4         |
| Steals par match               | Mookie Blaylock  | Hawks d'Atlanta          | 2.7          |
| Blocks par match               | Shawn Bradley    | Nets du New Jersey       | 3.4          |
| Pourcentage aux tirs           | Gheorghe Muresan | Bullets de Washington    | 60,4 %       |
| Pourcentage à 3 points         | Glen Rice        | Hornets de Charlotte     | 47,0 %       |
| Pourcentage aux lancers-francs | Mark Price       | Warriors de Golden State | 90,6 %       |

## Récompenses individuelles
- Most Valuable Player : Karl Malone, Utah Jazz
- Rookie of the Year : Allen Iverson, Philadelphia 76ers
- Defensive Player of the Year : Dikembe Mutombo, Hawks d'Atlanta
- Sixth Man of the Year : John Starks, Knicks de New York
- Most Improved Player : Isaac Austin, Miami Heat
- Coach of the Year : Pat Riley, Miami Heat
- Executive of the Year : Bob Bass, Charlotte Hornets
- NBA Sportsmanship Award : Terrell Brandon, Cleveland Cavaliers
- J.Walter Kennedy Sportsmanship Award : P. J. Brown, Miami Heat

- All-NBA First Team :
  - F - Karl Malone, Utah Jazz
  - F - Grant Hill, Detroit Pistons
  - C - Hakeem Olajuwon, Houston Rockets
  - G - Michael Jordan, Chicago Bulls
  - G - Tim Hardaway, Miami Heat

- All-NBA Second Team :
  - F Scottie Pippen, Chicago Bulls
  - F Glen Rice, Charlotte Hornets
  - C Patrick Ewing, Knicks de New York
  - G Gary Payton, Seattle Supersonics
  - G Mitch Richmond, Sacramento Kings

- All-NBA Third Team :
  - F Anthony Mason, Charlotte Hornets
  - F Vin Baker, Milwaukee Bucks
  - C Shaquille O'Neal, Los Angeles Lakers
  - G John Stockton, Utah Jazz
  - G Anfernee Hardaway, Orlando Magic

- NBA All-Defensive First Team :
  - F Scottie Pippen, Chicago Bulls
  - F Karl Malone, Utah Jazz
  - C Dikembe Mutombo, Hawks d'Atlanta
  - G Michael Jordan, Chicago Bulls
  - G Gary Payton, Seattle Supersonics

- NBA All-Defensive Second Team :
  - F Anthony Mason, Charlotte Hornets
  - F P. J. Brown, Miami Heat
  - C Hakeem Olajuwon, Houston Rockets
  - G Mookie Blaylock, Hawks d'Atlanta
  - G John Stockton, Utah Jazz

- NBA All-Rookie First Team :
  - Shareef Abdur-Rahim, Vancouver Grizzlies
  - Allen Iverson, Philadelphia 76ers
  - Stephon Marbury, Minnesota Timberwolves
  - Marcus Camby, Toronto Raptors
  - Antoine Walker, Celtics de Boston

- NBA All-Rookie Second Team
  - Kerry Kittles, New Jersey Nets
  - Ray Allen, Milwaukee Bucks
  - Travis Knight, Los Angeles Lakers
  - Kobe Bryant, Los Angeles Lakers
  - Matt Maloney, Houston Rockets

- MVP des Finales : Michael Jordan, Chicago Bulls